# Mannsville (Oklahoma)
Mannsville és un poble dels Estats Units a l'estat d'Oklahoma. Segons el cens del 2000 tenia 587 habitants.

## Demografia
Segons el cens del 2000, Mannsville tenia 587 habitants, 221 habitatges, i 150 famílies. La densitat de població era de 209,9 habitants per km².
Dels 221 habitatges en un 33% hi vivien nens de menys de 18 anys, en un 51,1% hi vivien parelles casades, en un 13,1% dones solteres, i en un 31,7% no eren unitats familiars. En el 25,3% dels habitatges hi vivien persones soles el 10% de les quals corresponia a persones de 65 anys o més que vivien soles. El nombre mitjà de persones vivint en cada habitatge era de 2,66 i el nombre mitjà de persones que vivien en cada família era de 3,25.
Per edats la població es repartia de la següent manera: un 26,6% tenia menys de 18 anys, un 8,3% entre 18 i 24, un 31,2% entre 25 i 44, un 21,6% de 45 a 60 i un 12,3% 65 anys o més.
L'edat mediana era de 36 anys. Per cada 100 dones de 18 o més anys hi havia 95 homes.
La renda mediana per habitatge era de 24.896 $ i la renda mediana per família de 30.982 $. Els homes tenien una renda mediana de 21.838 $ mentre que les dones 18.676 $. La renda per capita de la població era de 10.683 $. Entorn del 16% de les famílies i el 20,1% de la població estaven per davall del llindar de pobresa.

## Poblacions més properes
El següent diagrama mostra les poblacions més properes.